# Deathlike Silence Productions
Deathlike Silence Productions (сокр. DSP), первоначально была известна как Posercorpse Music — независимый лейбл звукозаписи, основанный в Осло (Норвегия) в 1987 году. На лейбле записывались преимущественно альбомы блэк-метал-групп. Это был первый независимый лейбл такого плана. Лейбл был основан Эйстейном Ошетом (известным под псевдонимом Евронимус). Название взято из песни «Deathlike Silence» группы Sodom (из их альбома 1986 года, Obsessed by Cruelty). Изначально, на лейбле записывались только норвежские группы, однако позже на нём записывалась и шведская группа Abruptum и японская Sigh. Лейбл прекратил свою работу после смерти Евронимуса в 1993 году.

## Альбомы, изданные на лейбле
- Merciless — The Awakening (1989)
- Burzum — Burzum (1992)
- Mayhem — Deathcrush (1993; переиздание оригинального альбома 1987 года выпуска)
- Abruptum — Obscuritatem advoco amplectère me (1993)
- Burzum — Aske (1993)
- Sigh — Scorn Defeat (1993)
- Mayhem — De Mysteriis Dom Sathanas (1994)
- Enslaved — Vikingligr Veldi (1994)
- Abruptum — In Umbra Malitiae Ambulabo, In Aeternum In Triumpho Tenebraum (1994)